# Veyretia szlachetkoana
Veyretia szlachetkoana là một loài thực vật có hoa trong họ Lan. Loài này được Mytnik mô tả khoa học đầu tiên năm 2007.